# HP Prime

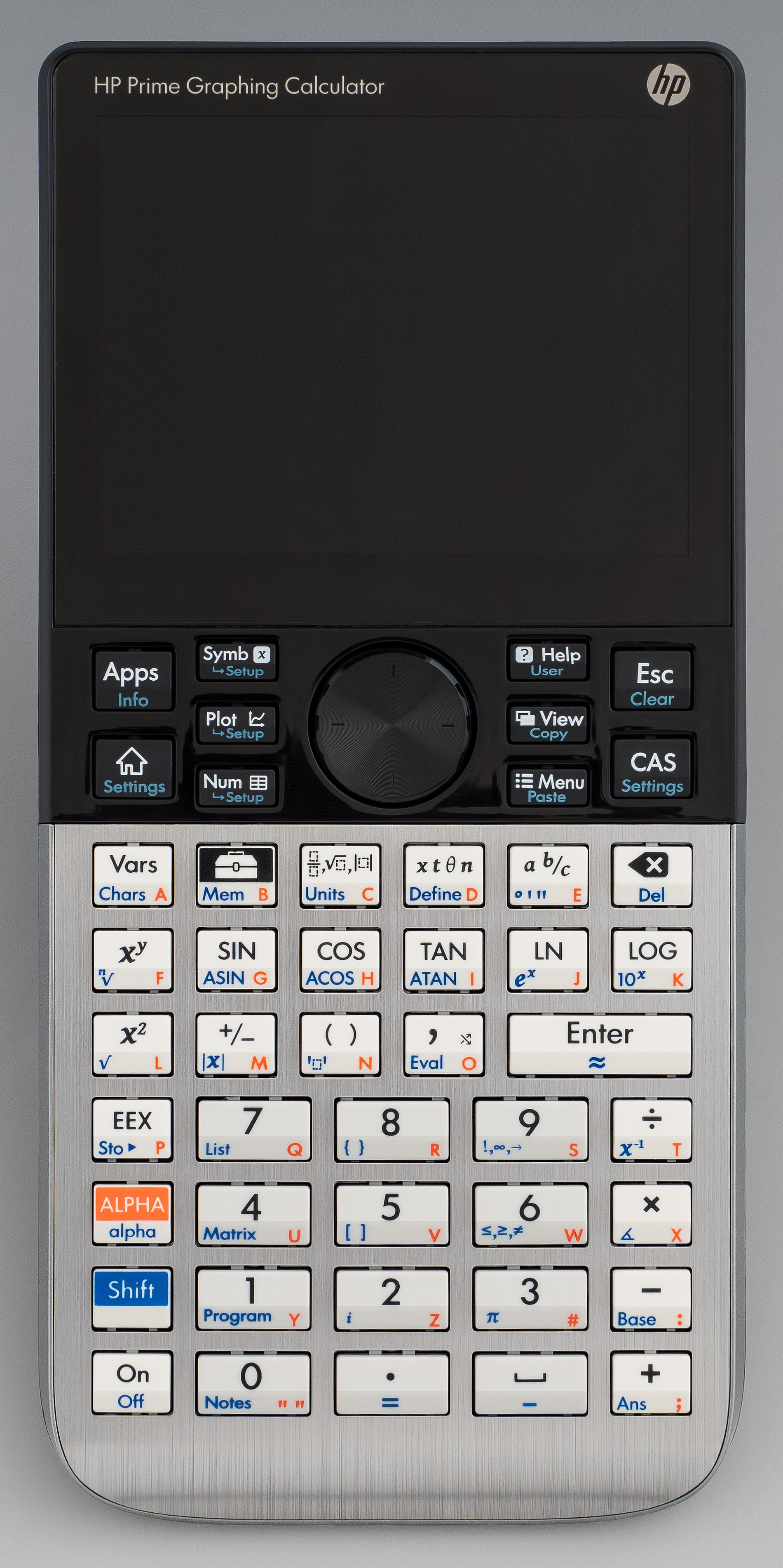
HP Prime.

La HP Prime es la más reciente generación de una calculadora gráfica fabricada por Hewlett-Packard (HP). Contiene características comunes de los teléfonos inteligentes, con una pantalla táctil y aplicaciones pre incluidas con posibilidad de crear propias. Hay dos modos de cálculo, una pantalla principal de cálculo numérico que se accede pulsando la tecla [HOME] también conocida como vista HOME y una vista de cálculo simbólico que se accede pulsando la tecla [CAS].
El CAS/SAC (Sistema de Álgebra Computacional) de la calculadora HP-Prime se basa en el motor gratuito y de código abierto conocido como Xcas/Giac codificado por el matemático francés Bernard Parisse docente de la universidad Joseph-Fourier (UJF) de  (Isère/Alpes franceses), que fue también el principal desarrollador del sistema CAS/SAC que se integró en las calculadoras HP-49 (1999) y sus sucesoras HP-40G, 40gs, 49g+, 48gII y HP 50 (2006). Note que Giac es en si el SAC o motor de cálculo simbólico que contiene un conjunto de bibliotecas escritas en C++ y Xcas es una interfaz gráfica simple que usa el Giac. Bernard Parisse aún continúa desarrollando tanto el SAC de la HP-Prime como el de Xcas, pero estas versiones no están sincronizadas pues la última versión de Giac es 1.2.3 lanzada en enero del 2017
- Datos: Q16927821
- Multimedia: HP Prime / Q16927821